# Side Effects - Gli effetti collaterali dell'amore
(Tagline del film)
Side Effects - Gli effetti collaterali dell'amore è una commedia romantica del 2005 diretta da Kathleen Slattery-Moschkau e con protagonista Katherine Heigl.

## Trama
Karly è una rappresentante di prodotti farmaceutici. Il suo è un ottimo lavoro: lo stipendio è remunerativo e l'automobile è a carico dell'azienda. C'è solo un piccolo problema: i medicinali che vende hanno delle allarmanti controindicazioni. Ma l'incontro con il fascinoso Zach è destinato a cambiare tutto.